# Live In London (видеоальбом Джорджа Майкла)

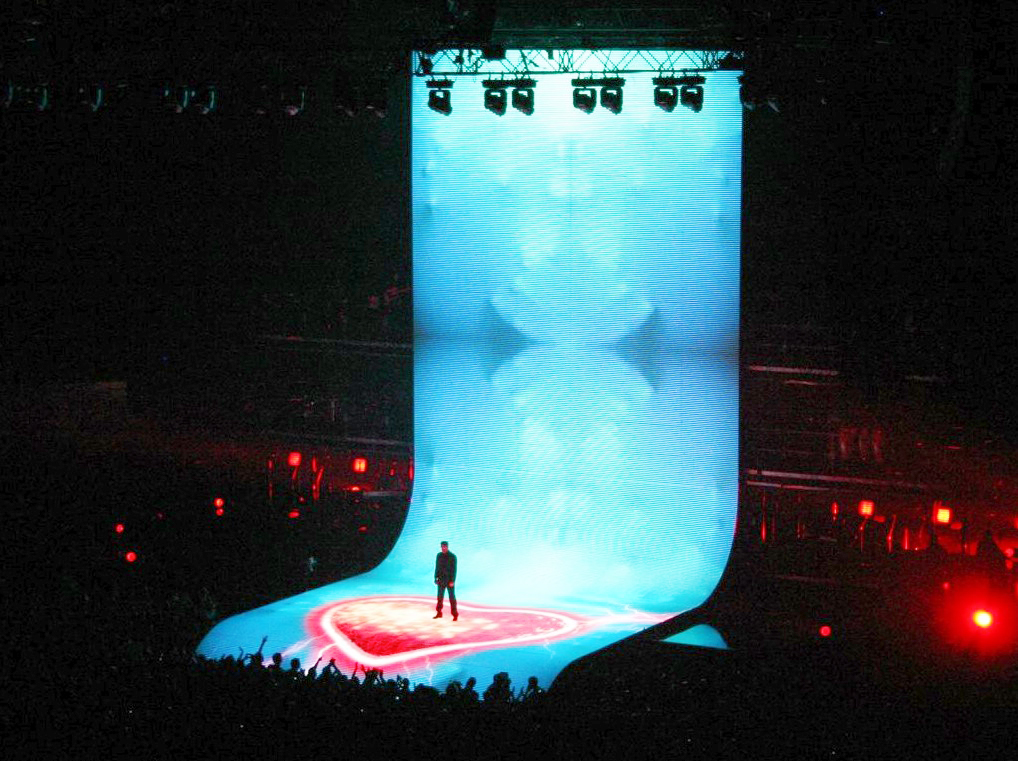
Сцена тура 25 Live

Live In London — первый концертный видеоальбом британского певца Джорджа Майкла с записью концертов 24 и 25 ноября 2008 года в Эрлс Корт (Лондон, Англия) в рамках тура 25 Live (первого концертного тура певца за 15 лет), выпущенный в форматах DVD и Blu-ray.
Рецензент сайта Letterboxed оценил релиз в 5 звёзд из 5, отмечая хорошую подборку композиций (охватывающих прошлое и настоящее творчество певца), оформление сцены, аккомпанирующую группу и бэк-вокалистов (придающих песням дополнительную силу), а также неподражаемый вокальный диапазон Майкла, исполняющего как энергичные композиции, так и медленные баллады, и получающего удовольствие от музыки, которую он создаёт и исполняет.

## Список композиций
Диск 1
1. «Waiting (Reprise)» (автор: Джордж Майкл)
2. «Fastlove» (Джордж Майкл/Патрис Рашен/Джон Дуглас)
3. «I’m Your Man» (Джордж Майкл)
4. «Flawless (Go to the City)» (Джордж Майкл/Пол Александер/Нашом Вуден/Гэри Тёрнер/Эрик Мэттью/Оливер Штум)
5. «Father Figure» (Джордж Майкл)
6. «You Have Been Loved» (Джордж Майкл/Дэвид Остин)
7. «An Easier Affair» (Джордж Майкл/Ruadhri Cushnan/Кевин Эмброуз/Ниалл Флинн)
8. «Everything She Wants» (Джордж Майкл)
9. «One More Try» (Джордж Майкл)
10. «A Different Corner» (Джордж Майкл)
11. «Too Funky» (Джордж Майкл)
12. «Shoot the Dog» (Джордж Майкл/Фил Оуки/Иэн Бёрден)
13. «John and Elvis are Dead» (Джордж Майкл/Дэвид Остин)
14. «Faith» (Джордж Майкл)
15. «Spinning The Wheel» (Джордж Майкл/Джон Дуглас)
16. «Feeling Good» (Энтони Ньюли/Лесли Брикасс)
17. «Roxanne» (Стинг)
18. «My Mother Had a Brother» (Джордж Майкл/Джон Дуглас)
19. «Amazing» (Джордж Майкл)
20. «Fantasy» (Джордж Майкл)
21. «Outside» (Джордж Майкл)
22. «Careless Whisper» (Джордж Майкл)
23. «Freedom! '90» (Джордж Майкл)

Диск 2
документальный фильм«I’d Know Him A Mile Off!» (производство: Лиза Джонсон и режиссёр Дэвид Остин)
бонусы
- «Precious Box» (Джордж Майкл)
- «Jesus to a Child» (Джордж Майкл)
- «First Time Ever» (Юэн Макколл)

## В записи участвовали
- Джордж Майкл — вокал
- Крис Камерон — музыкальный руководитель, клавишные, аранжировщик
- Дэнни Каммингс и Лиа Маллен — перкуссия
- Фил Палмер, Миак Браун и Грэм Кернс — гитары
- Энди Хэмилтон — саксофон, клавишные, EWI[англ.]
- Стив Уолтерс — бас
- Карлос Эркулес — ударные
- Люк Смит — клавишные
- Ширли Льюис, Джей Генри, Линкольн Джин-Мари, Лори Перри, Шарон Перри и Люси Джулз — бэк-вокал

## Сертификации
| Регион | Сертификация  | Продажи |
| --- | ------------- | ------- |
| Австралия (ARIA) | 2× Платиновый | 30 000^ |
| Франция (SNEP) | Золотой       | 7500*   |
| Германия (BVMI) | Золотой       | 25 000^ |
| Ирландия (IRMA) | Золотой       | 2000^   |
| Великобритания (BPI) | Платиновый    | 50 000* |
| * Данные о продажах приведены только на основе сертификации. ^ Данные о тиражах приведены только на основе сертификации. |               |         |